# Alexandru Băluță
Alexandru Mihail Băluță (ur. 13 września 1993 w Krajowie) – rumuński piłkarz grający na pozycji ofensywnego pomocnika lub napastnika w rumuńskim klubie FCSB, oraz w reprezentacji Rumunii.

## Kariera klubowa

### Młodość
Urodził się w Krajowie. Karierę juniorską spędził w lokalnej szkole futbolu założonej przez znanego rumuńskiego piłkarza Gheorghe’a „Gică” Popescu.

### Chindia Târgoviște
W 2011, w wieku 17 lat, podpisał swój pierwszy zawodowy kontrakt z klubem Chindia Târgoviște, ówcześnie występującym w drugiej lidze. Zadebiutował 20 sierpnia 2011, wychodząc w pierwszym składzie, w domowym, zremisowanym 1:1 meczu 1. kolejki z Glorią Bystrzyca. Pierwszą bramkę w karierze strzelił 2 października 2011 w 52. minucie domowego, zremisowanego 1:1 meczu 7. kolejki z Bihorem Oradea. W tym meczu otrzymał również dwie żółte kartki, przez co opuścił boisko w 74. minucie spotkania.
Łącznie w klubie, w przeciągu dwóch sezonów, rozegrał 45 meczów i strzelił 14 bramek.

### Viitorul Konstanca
W lipcu 2013, podpisał kontrakt z Viitorulem Konstanca. Dla nowego klubu, a jednocześnie na pierwszym szczeblu rozgrywek, zadebiutował 5 sierpnia 2013, zastępując na boisku Ionuța Năstăsiego, w 80. minucie domowego, zremisowanego 0:0 meczu 3. kolejki z Dinamem Bukareszt. Debiutanckiego gola dla Viitorulu strzelił 21 grudnia 2013, w przełożonym meczu 2. kolejki z Concordią Chiajna.

### Universitatea Krajowa
Latem 2014, Băluță przeniósł się do Universitatea Krajowa za 200.000€. Dla Studentów zadebiutował 16 lipca 2014 w wyjazdowym, przegranym 0:1 meczu eliminacyjnym Pucharu Ligi z Rapidem Bukareszt. Zawodnik zadebiutował w lidze w barwach nowego klubu 25 lipca 2014, w domowym, zremisowanym 1:1 meczu 1. kolejki z Pandurii Târgu Jiu. Pierwszą bramkę dla Universitatea strzelił w meczu Pucharu Rumunii ze swoim byłym klubem.
Podczas przerwy pomiędzy sezonami, w lipcu 2017 Băluță zmienił numer z 22 na 10. W sierpniu tego samego roku Universitatea odrzuciła ofertę Steauy Bukareszt, która oferowała za zawodnika 2.500.000€.
19 kwietnia 2018, Băluță zdobył pierwszego w swojej karierze hat tricka, znacząco przyczyniając się do wygranej 5:1 w pierwszym półfinałowym meczu Pucharu Rumunii z FC Botoșani.

### Slavia Praga i wypożyczenie
22 czerwca 2018, podpisał czteroletni kontrakt z wicemistrzem Czech – Slavią Praga, dla której był to najdroższy transfer w historii. W drużynie Slavii zadebiutował 22 lipca 2018, zmieniając w 85. minucie Jaromíra Zmrhala, w wyjazdowym, wygranym 0:3 meczu 1. kolejki z Sigmą Ołomuniec. Pierwszą bramkę w czeskiej lidze strzelił 28 lipca 2018, w meczu następnej kolejki z MFK Karviná. Piłkarz na boisku pojawił się w 74. minucie gry, tak jak w poprzednim spotkaniu, za Jaromíra Zmrhala, a bramka którą strzelił w 81. minucie, ustaliła wynik spotkania na 4:0.
5 września 2019, praski klub wypożyczył Băluțę do Slovana Liberec do końca sezonu 2019/2020, z zastrzeżeniem, że wypożyczenie może zostać skrócone na życzenie Slavii. W libereckim klubie zadebiutował 14 września 2019, w domowym, zremisowanym 1:1 meczu 9. kolejki z FK Teplice. Premierową bramkę zdobył 25 września 2019, w domowym, wygranym 3:1 spotkaniu 3. rundy Pucharu MOL z 1. SK Prostějov. Pięć dni później, strzelił pierwszego, ligowego gola w nowych barwach, podczas domowego, wygranego 4:2 meczu 11. kolejki z Dynamem Czeskie Budziejowice.

### Puskás Akadémia
31 lipca 2020, Băluță podpisał trzyletni kontrakt z węgierskim Puskás Akadémia FC. 12 września 2020, zadebiutował w nowym klubie, wychodząc w pierwszym składzie na mecz 4. kolejki MB I z MOL Fehérvárem FC. W następnej kolejce, 25 września 2020, strzelił pierwszego gola dla węgierskiego klubu, podczas domowego, wygranego 1:0 spotkania, przeciwko Mezőkövesdi SE.

## Kariera reprezentacyjna
Grał w młodzieżowych reprezentacjach Rumunii, w kategoriach wiekowych do lat 17 i do lat 21.
W seniorskiej reprezentacji zadebiutował 13 czerwca 2017, zmieniając w 66. minucie Bogdana Stancu i strzelając bramkę ustalającą wynik spotkania na 3:2, w meczu z Chile.

## Statystyki kariery

### Klubowe
| Klub                  | Sezon              | Liga               | Liga    | Liga   | Puchar kraju | Puchar kraju | Puchar ligi | Puchar ligi | Międzynarodowe | Międzynarodowe | Suma    | Suma   | Suma |
| Klub                  | Sezon              | Poziom             | Występy | Bramki | Występy      | Bramki       | Występy     | Bramki      | Występy        | Bramki         | Występy | Bramki |      |
| --------------------- | ------------------ | ------------------ | ------- | ------ | ------------ | ------------ | ----------- | ----------- | -------------- | -------------- | ------- | ------ | ---- |
| Chindia Târgoviște    | 2011/2012          | Liga II            | 22      | 7      | 0            | 0            | –           | –           | –              | –              | 22      | 7      |      |
| Chindia Târgoviște    | 2012/2013          | Liga II            | 22      | 7      | 0            | 0            | –           | –           | –              | –              | 22      | 7      |      |
| Chindia Târgoviște    | Łącznie            | Łącznie            | 44      | 14     | 0            | 0            | 0           | 0           | 0              | 0              | 44      | 14     |      |
| Viitorul Kostanca     | 2013/2014          | Liga I             | 24      | 3      | 3            | 0            | –           | –           | –              | –              | 27      | 3      |      |
| Viitorul Kostanca     | Łącznie            | Łącznie            | 24      | 3      | 3            | 0            | 0           | 0           | 0              | 0              | 27      | 3      |      |
| Universitatea Krajowa | 2014/2015          | Liga I             | 30      | 2      | 3            | 1            | 1           | 0           | –              | –              | 34      | 3      |      |
| Universitatea Krajowa | 2015/2016          | Liga I             | 33      | 4      | 1            | 0            | 0           | 0           | –              | –              | 34      | 4      |      |
| Universitatea Krajowa | 2016/2017          | Liga I             | 31      | 4      | 3            | 0            | 1           | 0           | –              | –              | 35      | 4      |      |
| Universitatea Krajowa | 2017/2018          | Liga I             | 30      | 11     | 6            | 6            | –           | –           | 2              | 0              | 37      | 17     |      |
| Universitatea Krajowa | Łącznie            | Łącznie            | 124     | 21     | 13           | 7            | 2           | 0           | 2              | 0              | 141     | 28     |      |
| Slavia Praga          | 2018/2019          | 1. ČFL             | 22      | 3      | 4            | 1            | –           | –           | 6              | 0              | 32      | 4      |      |
| Slavia Praga          | 2019/2020          | 1. ČFL             | 1       | 0      | 0            | 0            | –           | –           | 0              | 0              | 1       | 0      |      |
| Slavia Praga          | Łącznie            | Łącznie            | 23      | 3      | 4            | 1            | 0           | 0           | 6              | 0              | 33      | 4      |      |
| Slovan Liberec (wyp.) | 2019/2020          | 1. ČFL             | 21      | 4      | 3            | 1            | –           | –           | –              | –              | 24      | 5      |      |
| Slovan Liberec (wyp.) | Łącznie            | Łącznie            | 21      | 4      | 3            | 1            | 0           | 0           | 0              | 0              | 24      | 5      |      |
| Puskás Akadémia       | 2020/2021          | NB I               | 25      | 4      | 1            | 2            | –           | –           | 0              | 0              | 26      | 6      |      |
| Puskás Akadémia       | 2021/2022          | NB I               | 5       | 2      | 1            | 0            | –           | –           | 3              | 0              | 6       | 1      |      |
| Puskás Akadémia       | Łącznie            | Łącznie            | 30      | 6      | 2            | 2            | 0           | 0           | 3              | 0              | 35      | 8      |      |
| Łącznie w karierze    | Łącznie w karierze | Łącznie w karierze | 266     | 51     | 25           | 11           | 2           | 0           | 11             | 0              | 304     | 62     |      |

### Reprezentacyjne
| Reprezentacja | Rok     | Występy | Bramki |
| ------------- | ------- | ------- | ------ |
| Rumunia       |         |         |        |
| 2017          | 4       | 1       |        |
| 2018          | 2       | 0       |        |
| 2020          | 2       | 0       |        |
| 2021          | 1       | 0       |        |
| Łącznie       | Łącznie | 9       | 1      |

### Bramki w reprezentacji
| Nr | Data            | Stadion                          | Mecz | Przeciwnik | Strzelił na | Wynik końcowy | Rozgrywki   |
| -- | --------------- | -------------------------------- | ---- | ---------- | ----------- | ------------- | ----------- |
| 1  | 13 czerwca 2017 | Cluj Arena, Kluż-Napoka, Rumunia | 1    | Chile      | 3:2         | 3:2           | towarzyskie |

## Życie prywatne
Jego ojciec Dumitru również był piłkarzem i grał na pozycji napastnika. Reprezentował Pandurii Târgu Jiu, Argeș Pitești oraz Jiul Petroszany, a poza granicami kraju występował w węgierskim klubie Kecskeméti TE.

## Sukcesy

### Klubowe
Universitatea Craiova
- Zdobywca Pucharu Rumunii: 2017/2018

Slavia Praga
- Mistrzostwo Czech: 2018/2019
- Zdobywca Pucharu Czech: 2018/2019

Slovan Liberec
- Finalista Pucharu Czech: 2019/2020

Puskás Akadémia
- Wicemistrzostwo Węgier: 2020/2021

### Indywidualne
- Zawodnik miesiąca Ligi I Digi Sport: sierpień 2017[27]